# Belagerung von Barcelona (1697)
Philippsburg – Koblenz – Walcourt – Bantry Bay – Mainz – Bonn – Fleurus – Beachy Head – Boyne – Staffarda – Québec – Mons – Cuneo – Leuze – Aughrim – Barfleur/La Hougue – Namur 1 – Steenkerke – Lagos – Neerwinden – Marsaglia – Charleroi – Torroella – Camaret – Texel – Sant Esteve d'en Bas – Gerona – Dixmuyen – Namur 2 – Brüssel –  Ath – Cartagena – Barcelona
Die Belagerung von Barcelona von 1697 fand während des Pfälzischen Erbfolgekrieges statt. In ihrem Verlauf wurde Barcelona durch französische Truppen eingenommen.

## Verlauf
Der Oberbefehlshaber der französischen Truppen, Herzog Louis de Vendôme, hatte circa 32.000 Mann aufgestellt, um die Stadt Barcelona zu erobern. Darunter waren Truppen, die nach dem Ende der Auseinandersetzungen in Italien von dieser Front dazugekommen waren. Verteidigt wurde die Stadt von ihrer Garnison unter dem Oberbefehl von Prinz Georg von Hessen-Darmstadt.
Erste Kämpfe gab es am 12. Juni 1697, als Vendôme Truppen unter dem Grafen de Mailly gegen die Stadt schickte. In der Nacht des 15. Juni unternahmen die Belagerten einen Ausbruchsversuch, der jedoch zurückgeschlagen wurde. In der Nacht zum 19. Juni folgte ein erneuter Ausbruchsversuch, bei dem Georg von Hessen-Darmstadt gleichzeitig beide Flügel der Franzosen angreifen ließ. Doch auch dieser Versuch war nicht erfolgreich. Obwohl sich die Franzosen durch eine 6.000 Mann starke spanische Streitmacht unter dem Vizekönig bedroht sahen, gelang es ihnen, Barcelona am 5. Juli vollständig zu isolieren. Ein Versuch der spanischen Armee, die Stadt gewaltsam zu entsetzen, scheiterte in einer Schlacht vor den Toren Barcelonas. Die gesamte Armee der Spanier wurde getötet oder von den Franzosen gefangen genommen.
Am 14. Juli gelang es den Franzosen, durch eine Mine eine erste Bresche in die Mauern der Stadt zu schlagen. Durch weitere zwei Durchbrüche, die bis zu 28. Juli gelegt werden konnten, gelang es den Franzosen schließlich, die Bastion einzunehmen. Zwar konnten die Belagerten die Bastion im Lauf des nächsten Tages in blutigen Kämpfen wieder zurückerobern, jedoch mussten der Prinz von Hessen-Darmstadt und seine Männer die Bastion bald endgültig ergeben. In der belagerten Stadt selbst unternahmen die spanischen Soldaten und Einwohner allerlei Versuche, die Arbeiten der Besatzer zu sabotieren, was jedoch nur kurzfristige Erfolge zeitigte. Am 10. August 1697 musste Georg von Hessen-Darmstadt kapitulieren und den Franzosen die Stadt endgültig übergeben. Dies geschah jedoch gegen seinen Willen auf Druck des damaligen Vizekönigs von Katalonien, Diego Hurtado de Mendoza y Sandoval.

## Verluste
Die Kämpfe in und um Barcelona waren insgesamt sehr verlustreich: Nach John Lynn betrugen die französischen Verluste 9.000 Mann, die Spanier hatten demnach 12.000 Tote, Verwundete oder Verschollene zu beklagen. Antonio Espino López beziffert die spanischen Verluste mit 4.500 Toten und 800 Verwundeten, während die Franzosen 15.000 Mann verloren haben sollen, darunter 52 Ingenieure.